# Abenteuerfilm
Als Abenteuerfilm bezeichnet man einen Film, in dem die Protagonisten in eine ereignisreiche Handlung, mitunter mit vielen Schauplatzwechseln, verstrickt sind. In der Regel sind die Erzählstränge auf eine Ebene reduziert, um dem Zuschauer die Identifikation mit der Hauptrolle zu vereinfachen. Im Vordergrund steht nicht die Entwicklung der Figuren an sich, sondern die diese Entwicklung hervorrufenden Ereignisse. Mit Motiven wie dem Kampf des Helden gegen das Böse oder für die Liebe einer Frau, verbunden mit oft exotischen Schauplätzen, appelliert der Abenteuerfilm an die eskapistischen Bedürfnisse des Zuschauers und verfolgt als reines Illusionsprodukt weniger den Anspruch, realistisch zu sein. Das Kieler Lexikon der Filmbegriffe sieht die Motive des Abenteuerfilms in der Unterhaltungsliteratur des 19. Jahrhunderts und erkennt einen Zusammenhang der Blütezeit des Genres mit dem Zeitalter des Kolonialismus.

## Einordnung
Unter dem Oberbegriff Abenteuerfilm lassen sich zahlreiche Subgenres einordnen, etwa der Piratenfilm (Der rote Korsar, Die Piratenbraut, oder Fluch der Karibik), der Ritterfilm (Ivanhoe – Der schwarze Ritter, Robin Hood), der Mantel-und-Degen-Film (Das Zeichen des Zorro, Der Mann in der eisernen Maske) oder der Antik- oder Sandalenfilm (Ben Hur, Spartacus, Gladiator).

## Geschichte
Der Abenteuerfilm knüpft an die Tradition des Abenteuerromans an, wie er von Autoren wie Walter Scott, Daniel Defoe oder Alexandre Dumas geprägt wurde. Für das Piratenfilmgenre stellen die Werke von Rafael Sabatini einen wichtigen Einfluss dar. Romanfiguren wie etwa Robin Hood oder Die drei Musketiere beeinflussten den Typus des Abenteuerfilmhelden als positiv besetzten, energiegeladenen Swashbuckler („Säbelrassler“), der sich über gesellschaftliche Konventionen hinwegsetzen kann, letztlich aber einem von noblen Idealen geprägten Ehrenkodex unterliegt.
Douglas Fairbanks spielte in den 1920er Jahren eine Vielzahl dieser Heldenfiguren, von D’Artagnan bis Zorro. Im Tonfilm besetzte Errol Flynn in Filmen wie Robin Hood, König der Vagabunden diesen Rollentypus. Weitere Abenteuerhelden des Films waren unter anderem Tyrone Power (Der Seeräuber, 1943), Burt Lancaster (Der rote Korsar, 1952) und Stewart Granger (Scaramouche, der galante Marquis, 1952). Abenteuerfilme profitierten von der Einführung des Farbfilms, denn durch die Farbigkeit von Dekor, Ausstattung und Kostüm erhöhte sich deren Wertigkeit als Trägerelemente der Exotik und Phantasie.
Das französische Kino übernahm den in den USA geprägten Heldentypus und setzte seine Stars wie Gérard Philipe (Fanfan, der Husar, 1952), Jean-Paul Belmondo (Cartouche, der Bandit, 1961), Alain Delon und Jean Marais in klassisch gewordenen Abenteuerfilmen ein. Die Unbekümmertheit der Hauptfiguren wurde jedoch zunehmend in Frage gestellt. Antihelden wie Humphrey Bogart in Der Schatz der Sierra Madre (1948) scheitern an ihrer Abenteuerlust und lösen durch sie persönliche Katastrophen aus.
Das Genre erlebte in den 1980er Jahren eine Neugeburt. Nachdem George Lucas mit Krieg der Sterne (1977) erfolgreich einen Abenteuerfilm im Science-Fiction-Genre verortete, mischte Steven Spielberg in den Indiana-Jones-Filmen die nostalgischen Elemente des klassischen Abenteuerfilms mit Versatzstücken des modernen Actionfilms.
Waren die ersten Hauptfiguren überwiegend männlich, sind spätestens seit den Lara-Croft-Verfilmungen weibliche Protagonisten ebenso häufig.